# Fiquefleur-Équainville
Fiquefleur-Équainville ist eine französische Gemeinde mit 743 Einwohnern (Stand: 1. Januar 2022) im Département Eure in der Region Normandie. Sie gehört zum Arrondissement Bernay und ist Teil des Kantons Beuzeville. Die Einwohner werden Equainvillais genannt.

## Geografie
Fiquefleur-Équainville liegt etwa 20 Kilometer ostsüdöstlich von Le Havre im Lieuvin am Ästuar der Seine. An der westlichen Gemeindegrenze verläuft das Flüsschen Morelle. Umgeben wird Fiquefleur-Équainville von den Nachbargemeinden Sandouville im Norden, Fatouville-Grestain im Osten, Saint-Pierre-du-Val im Osten und Südosten, Manneville-la-Raoult im Süden sowie Ablon im Westen.

## Bevölkerungsentwicklung
| 1962                      | 1968 | 1975 | 1982 | 1990 | 1999 | 2006 | 2013 |
| ------------------------- | ---- | ---- | ---- | ---- | ---- | ---- | ---- |
| 476                       | 462  | 430  | 477  | 496  | 563  | 623  | 692  |
| Quelle: Cassini und INSEE |      |      |      |      |      |      |      |

## Sehenswürdigkeiten
- Kirche Saint-Georges aus dem 13. Jahrhundert in Fiquefleur, seit 1928 Monument historique
- Kirche Saint-Pierre aus dem 12./13. Jahrhundert in Équainville
- Pfarrhaus aus dem 19. Jahrhundert in Équainville
- drei Herrenhäuser

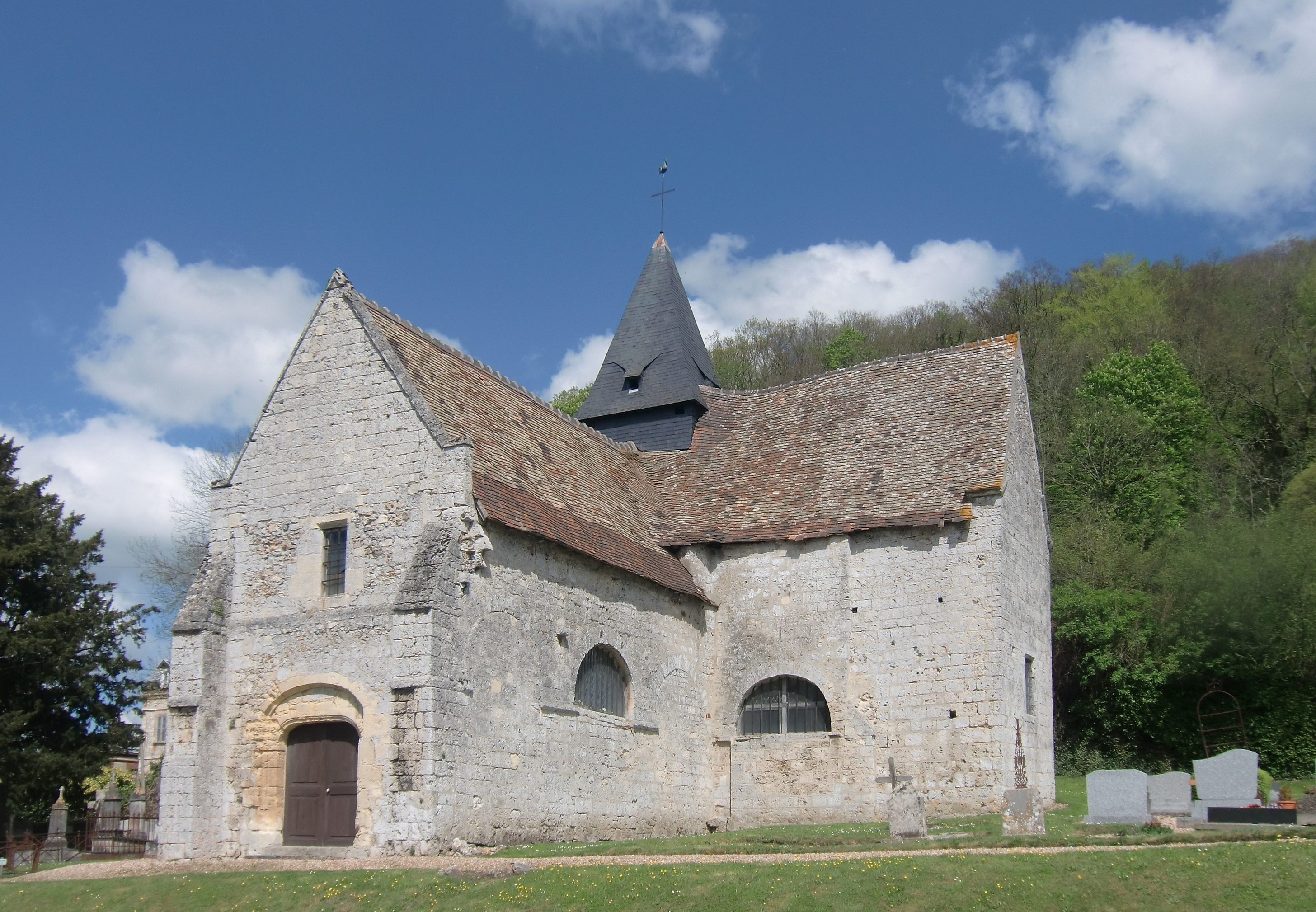
Kirche Saint-Georges
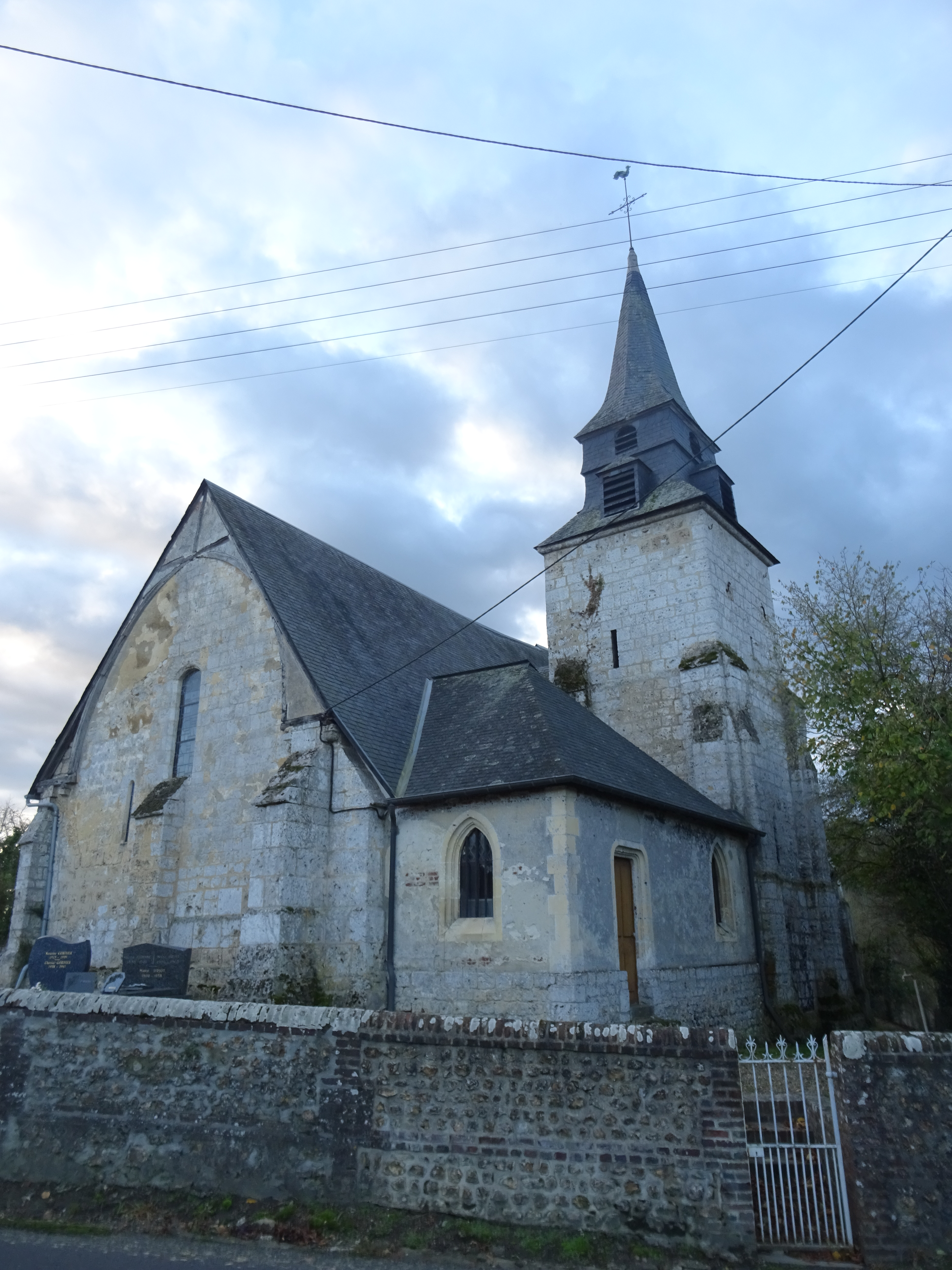
Kirche Saint-Pierre